# Рейн Салурі
Рейн Са́лурі (ест. Rein Saluri; 22 вересня 1939, муніципалітет Салла, Естонія — 13 жовтня 2023) — естонський письменник і перекладач.

## Життєпис
У 1946—1951 роках перебував на засланні в Тобольську. У 1964 році закінчив Тартуський державний університет за фахом біолог.
Працював у редакції журналів Horisont, Noorus і Looming, у Естонському драмтеатрі.
Член Спілки письменників Естонії починаючи від 1974 року.
Рейн Салурі був членом КПРС у 1962—1989 роках.

## Творчість
Рейн Салурі дебютував у пресі (шкільний альманах і газета Postimees) у 1958 році. Писав психологічні оповідання і п'єси та дитячі оповідання про тварин.

### Фільмографія
- 1970 «Органна медитація», документальний, студентський фільм, сценарист
- 1989 «Підйом», художній фільм, сценарист
- 1991 «Діти сонця», художній фільм, сценарист
- 2010 «Три картоплини», студентський фільм, автор літературної основи сюжету

## Відзнаки і нагороди
- 1973 — Премія Фрідеберта Тугласа («Mälu»)
- 1977 — Щорічна літературна премія Юхана Смуула («Poiste sõidud»)
- 1981 — Премія Фрідеберта Тугласа («Lõimetishoole»)
- 1982 — щорічна літературна премія Юхана Смуула («Kala metsas», «Uksed lahti, uksed kinni»)
- 1988 — Заслужений письменник Естонської РСР
- 1988 — Премія Фрідеберта Тугласа («5.3.53»)
- 1989 — Щорічна літературна премія Юхана Смуулі («Minek»)
- 2001 — Орден Білої зірки V ступеня

## Особисте життя
Рейн Салурі був одружений на Пірет Салурі. Мають двох дочок.